# Listă de localități din statul Florida

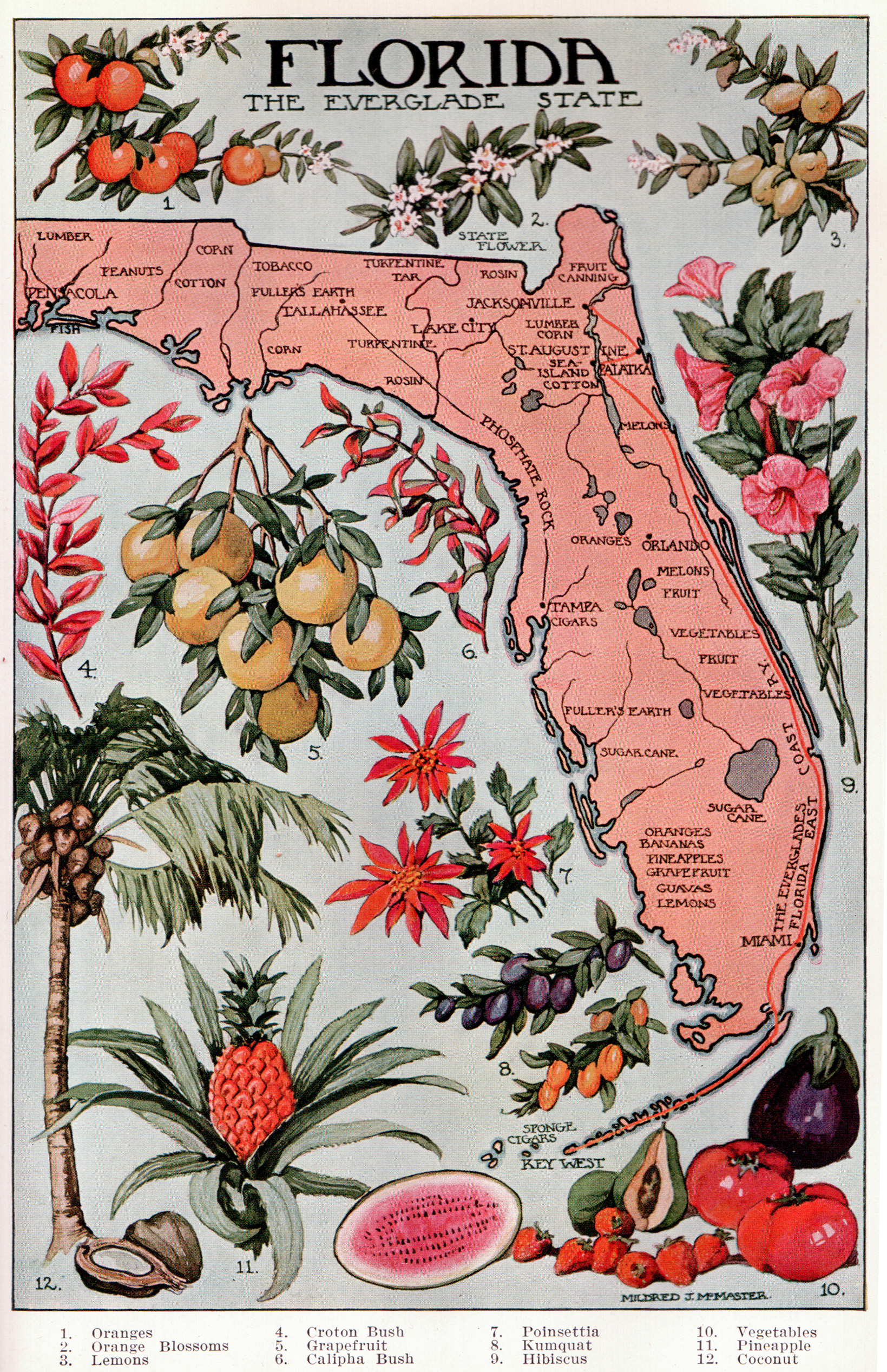
Harta statului din SUA dintr-un manual școlar din anul 1917

- Localitățile și respectiv zonele locuite din statul  Florida din Statele Unite ale Americii pot fi incluse într-una din categoriile următoarele:

1. Municipalități, care sunt localități încorporate, în engleză municipality, pot fi:
1.1 Orașe, în engleză cities, municipalități de ordin întâi, (vedeți, lista orașelor din statul Florida);
1.2 Târguri, în engleză towns, municipalități de ordin doi, (vedeți, lista târgurilor din statul Florida);
1.3 Sate, în engleză villages, municipalități de ordin trei, (vedeți, lista satelor din statul Florida);
2. Localități neîncorporate, pot fi:
2.1 Locuri desemnate pentru recenzare de către United States Census Bureau, în engleză census-designated places, (vedeți, lista locurilor desemnate pentru recenzare din statul Florida);
2.2 Localități neîncorporate "propriu-zise", în engleză unincorporated communities, (vedeți, lista comunităților neîncorporate din statul Florida);
3. Rezervații amerindiane, în engleză Indian reservations, zonă cu legi speciale, (vedeți, lista rezervaților amerindiene din statul Florida);
4. Localități dispărute, în engleză ghost towns, localități depopulate sau chiar "decedate," (vedeți, lista localităților dispărute din statul Florida);

## Liste de localități din Florida
- Listă de municipalități din statul Florida
  - Listă de orașe din statul Florida
  - Listă de târguri din statul Florida
  - Listă de sate din statul Florida

respectiv
- Listă de comitate din statul Florida
- Listă de locuri desemnate pentru recensământ din statul Florida
- Listă de comunități neîncorporate din statul Florida
- Listă de localități dispărute din statul Florida
- Listă de rezervații amerindiene din statul Florida

## Alte legături interne
- Categorie:Liste de comitate din Statele Unite ale Americii după stat
- Categorie:Liste de orașe din Statele Unite după stat
- Categorie:Liste de târguri din Statele Unite după stat
- Categorie:Liste de districte civile din Statele Unite după stat
- Categorie:Liste de sate din Statele Unite după stat
- Categorie:Liste de comunități neîncorporate din Statele Unite după stat
- Categorie:Liste de localități dispărute din Statele Unite după stat
- Categorie:Liste de comunități desemnate pentru recensământ din Statele Unite după stat
- Categorie:Liste de rezervații amerindiene din Statele Unite după stat
- Categorie:Liste de zone de teritoriu neorganizat din Statele Unite după stat

respectiv
- Statul Florida
- Liste de orașe din Statele Unite după stat
- Liste de orașe din Statele Unite
- Categorie:Orașe din Statele Unite ale Americii